# Kupska dolina
Kupska dolina (također poznata pod nazivom dolina leptira) je zemljopisno područje gornjeg sjevernog toka rijeke Kupe u Gorskom kotaru gdje se nalaze najveće hidrografske i estetske vrijednosti ovog planinskog kraja. Najveće naselje je Brod na Kupi. Slovi za turistički najrazvijeniji dio delničkog kraja, pa i Gorskog kotara u cijelosti.
Hidromorfološki je Kupska dolina kanjon s malim kotlinskim proširenjima u kojima su u povijesti nastali slikoviti zaseoci. Niska i duboko usječena dolina rijeke Kupe na ovom području ima znatno blažu klimu od temperaturno hladnijieg ostatka Gorskog kotara što povećava mogućnost uzgoja starih sorta jabuka, te ostalih sorti voća i povrća.
U Kupskoj dolini registrirano je oko 60% sveukupne hrvatske faune leptira.
Rijeka Kupa i njeni pritoci su pogodni za sportski ribolov, rafting ili plovidbu kanuima.